# Reiderland
Reiderland – dawna gmina w Holandii, w prowincji Groningen, która w 2010 r. weszła w skład gminy Oldambt. Powstała w 1990 r. w wyniku połączenia gmin Finsterwolde, Bad Nieuweschans oraz Beerta.
Reiderland był jedną z niewielu gmin, która posiadała radnych komunistycznych po rozwiązaniu Komunistycznej Partii Holandii. Nowa Partia Komunistyczna Holandii była tak naprawdę najważniejszą partią polityczną w gminie w latach 1992–1998 oraz 2002-2006.
Najważniejsze miejscowości gminy to: Bad Nieuweschans, Beerta, Drieborg, Finterswolde oraz Nieuw-Beerta.